# Puerto Morelos
Puerto Morelos ist sowohl eine Stadt als auch ein Seehafen in Quintana Roo, Mexikos östlichstem Staat auf der Halbinsel Yucatán. Die Stadt ist Verwaltungssitz des 2015 neu geschaffenen Municipio Puerto Morelos im Nordosten Quintana Roos, etwa 36 km südlich der Kurstadt Cancún. Das Marine-Terminal in Puerto Morelos ist ausgestattet mit Containern und ist der größte und wichtigste Seehafen im Bundesstaat Quintana Roo. 

## Einwohner von Puerto Morelos
| Jahr | Bevölkerung |
| ---- | ----------- |
| 1980 | 672         |
| 1990 | 740         |
| 1995 | 829         |
| 2000 | 892         |
| 2005 | 1.097       |
| 2010 | 9.188       |
| 2020 | 19.205      |

Puerto Morelos ist mit der Entwicklung des Tourismus rapide gewachsen und aus der Volkszählung von 2020 gehen 19.205 Personen in der Bevölkerung hervor. Zwischen 2005 und 2011 wurden mehrfach Orte nach Puerto Morelos eingegliedert.